# 水海城
水海城（みずうみじょう、みずみじょう）は、茨城県古河市水海（下総国葛飾郡）にあった中世日本の城。古河公方重臣・簗田氏の居城のひとつ。

## 概要
水海は現在の古河市南東端の利根川に面する地域で、当時は下総国（千葉県北部・茨城県西部）の下河辺荘に属した。同じ古河公方領国内の関宿城・栗橋城はどちらも水海城から約4km、古河城も約8kmと近い。
南北朝時代末期に、鎌倉公方家臣・簗田氏が水海に入り、居城を設けたと考えられている。
『下総旧事考』（清宮秀堅）によれば、築城時期は文明年間（1469-87）、築城者は簗田政助とされるが、根拠は明示されておらず、定かではない。
享徳4年（1455年）、第5代公方・足利成氏が古河に移座して古河公方になると、簗田氏はその重臣となり、本拠を関宿城に移したが、水海城も引き続き重要な拠点とされた。
水海城として、新旧2つの城があったと考えられている。新しい城は、天正2年（1574年）、簗田氏の嫡流の関宿簗田家が関宿から水海に戻った後に築城した。一方、古い城は水海にとどまっていた支流の水海簗田家の居城と伝えられている。現在、遺構は両城ともほとんど失われている。

## 簗田氏と水海
簗田氏は南北朝時代後期に鎌倉公方の奉公衆となり、下野国（栃木県）の梁田御厨から下河辺荘に移住した。古河公方の時代には、下河辺荘の関宿と水海の両方を支配したことが分かっている。支配を始めた時期の前後関係は不明確であるが、もとは水海を本拠とし、享徳3年（1454年）に始まる享徳の乱の中で関宿城を築いて、関宿に進出したと考えたほうが良さそうである。 傍証として、簗田持助が関宿に移封されたとき、水海にあった古い寺院（吉祥寺・実相寺・昌福寺）も持助に従って移転。関宿に同じ寺を建てたとする伝承が、水海・関宿双方の各寺院に残っていることも挙げられる 。以後は、嫡流の関宿簗田家と支流の水海簗田家に分かれ、関宿城が関宿簗田家の本拠となった。

## 旧水海城（水海南部）

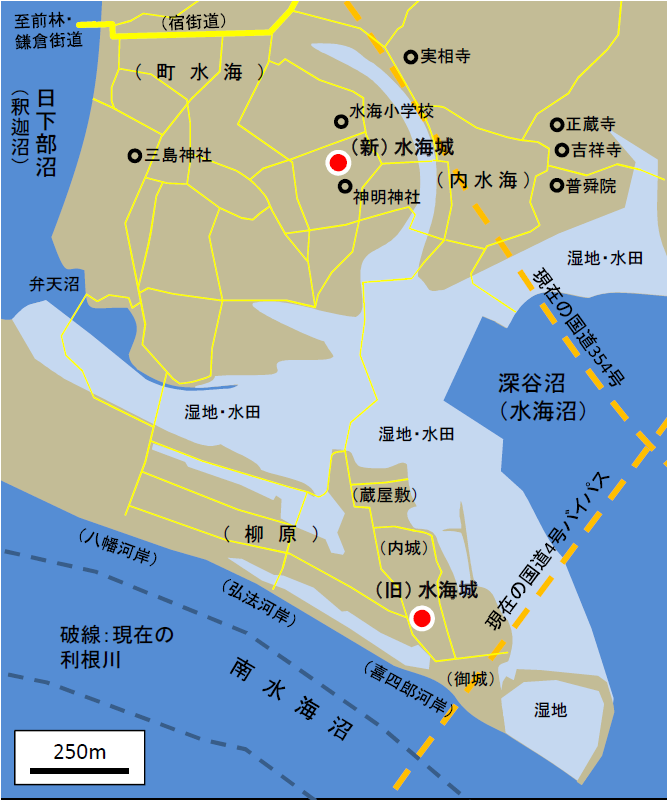
水海城周辺図（明治初期の地籍図に基づく推定図）

現在の利根川に接する水海南部地域にあった。遺構が確認されていないため、地籍図と史料調査から往時の姿が推定されている。
西隣の前林村から東側に突き出した半島状の微高地上にあり、東側の深谷沼、南側の南水海沼（赤堀川・現在の利根川）などの湖沼地に三方を囲まれていた。城は微高地の先端に位置し、南北370mの長さに連なった連郭式で、南から「御城」・「内城」・「蔵屋敷」の3曲輪から構成。大手口は地形から「内城」の西側に開かれていたと考えられる。
城の西側一帯は「柳原」と呼ばれ、簗田氏移住以前に創建された古寺があった。浄土真宗の正蔵寺、時宗の吉祥寺、日蓮宗の実相寺である。このことから、簗田氏以前に港津を中心とした町がすでに形成されており、この町を支配するために本城が設けられたと考えられる。柳原には天正3年（1575年）にも、簗田晴助により、父・高助の菩提寺として、曹洞宗の普舜院が開基されている。天正18年（1590年）、これらの諸寺院は豊臣秀吉の軍勢により焼き払われたと伝えられ、城も同時に焼亡したと推定される。なお、寺院は近世初頭に「内水海」に移転・再建されている。

## 新水海城（内水海）
現在の古河市立水海小学校の南東にある小字「神明耕地」付近・俗称「城の内」にて、平成2～3年（1990-91年）、および平成4年（1992年）の2次にわたる発掘調査が行われ、後北条様式の城郭跡が確認された。これは前述の水海南部の城とは別の遺構である。小字「神明耕地」付近に1曲輪、さらに西側の「堀ノ内」に向けて2曲輪・3曲輪があったと想定される。1曲輪は50～70m四方、空掘の実効堀幅は10～11mを測り、近隣の逆井城・栗橋城との共通点から、永禄・天正期の構築と推定されている（『水海城址確認発掘調査現地説明会資料（1次・2次）』）  。
この城が天正 2年（1574年）の第三次関宿合戦で後北条氏に敗れ、関宿城を明け渡した嫡流・関宿簗田氏、すなわち、簗田晴助・ 簗田持助父子の新たな居城と考えられている。従って、前述の水海南部の城が傍流・水海簗田氏の居城とされた。以後の水海には、嫡流の新水海城と、傍流の旧水海城が並存した。なお、2つの水海城間の距離はおよそ1kmである。
その後、簗田氏は後北条氏に属したが、天正18年（1590年）、豊臣秀吉の小田原攻めの際には、7月の小田原城開城に先立つ5月、豊臣配下の浅野長吉の軍勢が迫り開城した。

## 水海城の地理的特徴

### 中世の水海地域
中世の水海は、東の深谷沼（水海沼）・長井戸沼、南の南水海沼（現在の利根川の一部）、西の日下部沼（釈迦沼）に囲まれていた。このうち南水海沼は、常陸川と結ばれており、水海は常陸川水系の最奥部に位置する港津であったと考えられている。また、水海の近くには奥大道（鎌倉街道・中道）も縦断し、古河や元栗橋とも陸路で結ばれていた。

### 二大河川水系の連結
当時は物流の多くを舟に頼っていたため、 常陸川・鬼怒川水系、および、旧利根川・渡良瀬川（太日川）水系の「二大河川水系」間の連結は、中世関東の交通・物流にとって重要な問題であった。なお、常陸川は「香取内海あるいは常総内海」（現在の利根川下流域・霞ヶ浦・北浦）につながり、旧利根川・渡良瀬川は「武総内海」（現在の東京湾）につながっており、両者は独立した水系だった。
この二大河川水系の連結に、水海が重要な役割を担ったと考えられている。中世において、逆川を用いた関宿経由の連結が可能であったかについては議論があるが、もし可能だったとしても、大量の物資輸送は不可能で経済効率が低い。従って、旧利根川・渡良瀬川に接する古河・元栗橋、および、常陸川に接する水海・関宿にて荷物を積み替えて、両方の港津との間を陸送するルートの方が主要であったと考えられている。特に、簗田氏移封により関宿が発展する前の中世前期には、常陸川水系の接点は水海が中心であった。従って、当時の水海は経済的に重要な地であり、簗田氏にとっても居城を設けて支配を強化する必要性が高かった。関宿移封後も、水海は引き続き重視される 。